# Municipio de Farm Island
El municipio de Farm Island (en inglés: Farm Island Township) es un municipio ubicado en el condado de Aitkin en el estado estadounidense de Minnesota. En el año 2010 tenía una población de 1099 habitantes y una densidad poblacional de 11,88 personas por km².

## Geografía
El municipio de Farm Island se encuentra ubicado en las coordenadas 46°27′38″N 93°45′17″O / 46.46056, -93.75472. Según la Oficina del Censo de los Estados Unidos, el municipio tiene una superficie total de 92.53 km², de la cual 73,52 km² corresponden a tierra firme y (20,54 %) 19,01 km² es agua.

## Demografía
Según el censo de 2010, había 1099 personas residiendo en el municipio de Farm Island. La densidad de población era de 11,88 hab./km². De los 1099 habitantes, el municipio de Farm Island estaba compuesto por el 98,36 % blancos, el 0,45 % eran afroamericanos, el 0,27 % eran asiáticos, el 0,09 % eran de otras razas y el 0,82 % eran de una mezcla de razas. Del total de la población el 0,55 % eran hispanos o latinos de cualquier raza.